# Casal de Vallmanya
Casal de Vallmanya és una obra d'Alcarràs (Segrià) protegida com a Bé Cultural d'Interès Local.

## Descripció
Gran casal rectangular de planta baixa, pis i golfes, cobert a dues vessants i amb carener perpendicular a la façana principal. Hi té adossades diverses dependències, entre les quals destaca una galeria força reformada i amb afegits posteriors. A la façana principal, els murs de planta baixa i pis són de pedra vista, amb portes i finestres amb elements de pedra. (Text procedent del POUM)